# Камден (боро)
Кемден або Камден (англ. Camden) — з 1965 року один з районів Лондона, займає частину міста на північ від Вестмінстера і Сіті. Займає площу 21 км² і тягнеться від Хай-Холборн до парку Гемпстед-гіт. Історичним центром є район Кемден-таун, що має ім'я 1-го графа Кемдена.

## Історія
За старих часів територія Кемдену була заселена ремісниками. Тут робили годинники (у Клеркенвеллі), фортепіано, меблі та ювелірні вироби. При Ганноверській династії район Блумсбері став змінюватися. Британські аристократи охоче вкладали кошти в забудову, щоб потім здавати нерухомість в оренду. Так виникли Квін-сквер, Рассел-сквер, Фіцрой-сквер, Блумсбері-сквер і Бедфорд-сквер — квадратні площі з садками посередині, що досі зберігають первісну георгіанську забудову.
На початку XIX століття, в епоху Регентства, Лондон продовжував рости на північ. Архітектор Джон Неш на прохання принца-регента розбив на півдні Кемдену великий Ріджентс-парк, звідки на північ був проритий канал Ріджентс. Його околиці Роберт Браунінг прозвав «маленькою Венецією». Досвідчений забудовник Томас Кьюбітт створив нові кемденські площі — Гордон-сквер та Уоберн-сквер.
Успіхи Кьюбітта та інших містобудівників створили передумови для швидкого зростання населення Кемдену у вікторіанську епоху. Саме тут розмістилися Британський музей і Лондонський університет, були збудовані гігантські вокзальні комплекси Кінгс-Крос та Сент-Панкрас (останній названо на честь церкви св. Панкратія, однією з найстаріших в Лондоні). У 1960-і роки в Кемдені з'явилися хмарочоси Юстен Тауер та BT Tower — найвищий будинок Лондона.
У наш час фешенебельні квартали Кемдену сусідять з досить демократичною забудовою. Серед лондонців особливо популярними є блошині ринки Кемден, а також сквер Лінкольнс-Інн-Філдс — найбільша площа Лондона і прототип манхеттенського Центрального парку.
Камден вважається одним з найпрестижніших районів Лондона. Але з точки зору цін на нерухомості, Камден помітно поступається таким дорогим районам Лондона, як Белгравія, Найтсбрідж, Челсі, Кенсінгтон і Хампстедом.

## Географія
Боро межує з Барнетом і Герінгеєм на півночі, Ізлінгтоном на сході, Вестмінстером на півдні та Брентом на заході.